# 荣昌区
荣昌區是重庆市最西部的市辖区，有着渝西明珠之称。

## 历史
唐乾元二年（758年）正月，始设昌州，下辖昌元、静南、大足三县，昌元县的设置便是荣昌地域建县的开始，时为唐昌州府州治所在地。洪武六年十二月甲寅，析巴縣地置榮昌縣，洪武七年，省昌寧縣入榮昌縣。

## 地理
东邻重庆市大足区、永川区，南接四川省泸县，西为四川省内江市下辖的东兴区和隆昌市，北面是四川省安岳县。

## 行政区划
荣昌区下辖6个街道办事处、15个镇：
昌元街道、昌州街道、广顺街道、双河街道、安富街道、峰高街道、荣隆镇、仁义镇、盘龙镇、吴家镇、直升镇、万灵镇、清升镇、清江镇、古昌镇、河包镇、观胜镇、铜鼓镇、清流镇、远觉镇和龙集镇。

#### 縣域
- 清末民初，對縣與縣之間的飛地及插花地曾經進行過調整，把永川西面的石盤鋪劃歸榮昌管轄。
- 民國30年(1941)11月，四川省政府整頓各縣飛出飛入及插花地段的領屬區劃，將大足縣珠溪鄉夏家灣和中灣、季家鄉銅鼓砦，隆昌縣清澄鄉所屬的柏楊灣、翁家溝、劉家橋、盧家觀、三十六梯，瀘縣五美油房等地劃歸榮昌管轄，將榮昌西北的花崗子、朱家壩、石佛寺、龍潭寺等地劃入隆昌。根據民國30年縣政府的測定，全縣面積899.28平方千米。
- 1951年1月，經川東人民行政公署批准，將榮昌縣的界石鄉劃歸隆昌縣，將隆昌縣屬的榮隆鄉劃歸榮昌縣。
- 1952年8月16日，隆昌縣汪家鄉天公堂和盧家灣兩地劃入榮昌[4]。
- 1953年10月30日，大足縣石龍鄉的第四、五、六等3村劃歸榮昌縣[5]。
- 1953年11月9日，榮昌縣天華鄉全部劃歸隆昌縣；治安鄉的二、三、四、七等4村劃歸瀘縣；隆昌縣周興鄉的半邊村劃歸榮昌縣[6]。
- 1953年，榮昌縣五福鄉的班竹村十組劃歸瀘縣順河鄉[7][8]。

## 人口
截止2003年末，全區总人口为81.33万人，其中：男性41.96万人，女性39.37万人。非农业人口15.43万人，农业人口65.9万人。

## 交通
- 348国道过境。
- 成渝客運專線在區內設有高鐵站榮昌北站。
- 榮昌國際貨運機場興建中。[9]

## 经济
荣昌农牧业发达，生猪、蚕桑、麻类、茶叶为四大骨干项目。素有白猪之乡的美称，是全国三大优良地方猪种之一，全国最大的外向型仔猪生产基地。2014年，荣昌县实现地区生产总值3004235万元，比2013年增长12.0%。其中，第一产业增加值403498万元，增长4.8%；第二产业增加值1903978万元，增长14.4%；第三产业增加值696759万元，增长9.5%。第一产业增加值占地区生产总值的比重为13.4%，比2013年下降1.5个百分点；第二产业增加值比重为63.4%，比2013年提高2.1个百分点；第三产业增加值比重为23.2%，比2013年下降0.6个百分点。荣昌正在加紧建设中国重庆畜牧科技城，农牧工贸实力强县正在形成。

## 科教
拥有国内一流畜牧科研院校，实力雄厚。
- 重庆市畜牧科学院 （页面存档备份，存于）
- 西南大学荣昌校区（原四川畜牧兽医学院）

## 特产
盛产工艺折扇、麻、生猪、陶器、茶叶，其中荣昌猪为中国猪的优良品种之一。

## 小吃
荣昌有诸多知名小吃，包括卤鹅肉、 艾粑、黄凉粉、羊肉汤、铺盖面等。